# Contea di Whiteside
La contea di Whiteside (in inglese Whiteside County) è una contea dello Stato dell'Illinois, negli Stati Uniti. La popolazione al censimento del 2000 era di 60 653 abitanti. Il capoluogo di contea è Morrison.